# Coleroidion cingulum
Coleroidion cingulum är en skalbaggsart som beskrevs av Martins 1969. Coleroidion cingulum ingår i släktet Coleroidion och familjen långhorningar.
Artens utbredningsområde är Venezuela. Inga underarter finns listade i Catalogue of Life.